# FSV Teutonia Obernau
Der FSV Teutonia Obernau ist ein deutscher Fußballverein mit Sitz in Obernau einem Teil der bayerischen Stadt Aschaffenburg. Zur Saison 1974/75 qualifizierte sich der Verein für die erste Runde des DFB-Pokal.

## Geschichte
Der Verein wurde im Jahr 1912 gegründet und schloss sich 1919/1920 dem süddeutschen Fußballverband an. Im Jahr 1938 gelang dann die Meisterschaft in der A-Klasse. Im Jahr 1951 stieg die Mannschaft ein weiteres Mal in die A-Klasse auf und konnte diese Liga bis in das Jahr 1972 auch halten. Als Unterfranken-Pokalsieger qualifizierte sich der Verein dann schließlich zur Saison 1974/75, als erster Vertreter aus der B-Klasse für die erste Runde des DFB-Pokals. Dort scheiterte die Mannschaft in der 1. Runde am 7. September 1974 bei der Usinger TSG mit 2:3. Zur nächsten Saison gelang der Wiederaufstieg in die A-Klasse, welcher der Verein diesmal bis 1979 angehörte. Ab 1989 gelangte man mit drei Aufstiegen bis 1993 in die Landesliga Bayern, in welcher sich die Mannschaft bis zum Jahr 2001 hielt. Seither spielt die Mannschaft wieder in den lokalen Spielklassen des Kreises Aschaffenburg.